# Giáo hoàng Gioan XI
Gioan IX (Latinh: Joannes XI) là vị giáo hoàng thứ 125 của Giáo hội Công giáo.
Theo niên giám tòa thánh năm 1806 thì ông đắc cử Giáo hoàng năm 931 và ở ngôi Giáo hoàng trong 4 năm 10 tháng. Niên giám tòa thánh năm 2003 xác định triều đại của ông kéo dài từ tháng 3 năm 931 cho tới tháng 12 năm 935.
Giáo hoàng Joannes sinh tại Rôma. Người ta cho rằng, ông là con ngoại hôn của Marozia với Giáo hoàng Sergius III (904 – 911) và chịu ảnh hưởng mạnh mẽ của mẹ ông.
Năm 931, Bà Marozia, mẹ của ông, đã dàn xếp để cho ông được đắc cử Giáo hoàng đương khi ông mới vừa 25 tuổi. Vị Giáo hoàng đã cố gắng ngăn chặn những âm mưu ghê gớm trong gia đình. Mặc dù được bầu chọn với sự hỗ trợ của họ, ông đã phàn nàn về sự thiếu thận trọng kiềm chế của họ và làm cho những cải cách của dòng Cluny được dễ dàng.
Giáo hoàng Gioan XI đã giúp Thêôphylactê con út của Hoàng đế Rômanô Lêcapênô, đắc cử thượng phụ.
Từ năm 932-954, Giáo hội bị lũng đoạn bởi Alberico II, con trai của Alberico I, cháu ngoại của Theophylaco. Bên cạnh những nhân vật này, những người coi Tòa thánh Latran không khác thái ấp của một gia tộc, còn có những người đàn bà như Theodora, vợ Theophylaco và Marozia con gái của Theodora cũng là vợ của Alberico I. Là những người độc đoán và sa đọa, hai mẹ con Theodora đã thay nhau dùng thủ đoạn quyến rũ, dọa nát, bêu xấu, hãm hại hoặc khủng bố tinh thần các Giáo hoàng đương nhiệm.
Khi Theodora tái hôn lần thứ ba, con trai bà là Albêric II nổi dậy, bắt giam mẹ và Gioan XI vào ngục tối. John XI chết năm 29 tuổi sau nhiều nỗi khổ tâm.
Cũng trong thời kỳ bị coi là quá "bẩn thỉu" này, một vài sử gia đặt ra chuyện Nữ Giáo hoàng Gioan nhưng không có bằng chứng đầy đủ.